# Herningsholm Å Dalbro
Herningsholm Å Dalbro er en 200 meter lang højbro, der går henover Herningsholm Å vest for Herning. 
Broen bærer den firesporede (Messemotorvej), sekundærrute 502, der går vest om Herning.
Broen gør at hjorte og andre dyr kan passere under motorvejen og den giver også mulighed for, at dyrelivet og naturen kan leve så uforstyrret af motorvejen som muligt.
56°09′58″N 8°53′15″Ø / 56.166°N 8.8876°Ø